# Seznam uměleckých realizací ve veřejném prostoru v Řeporyjích
Seznam uměleckých realizací v Řeporyjích v Praze 13 obsahuje tvorbu výtvarných umělců umístěnou ve veřejném prostoru v katastrálním území Řeporyje. Seznam je řazen podle ulic a nemusí být úplný.

## Seznam uměleckých realizací
| Název                | Fotografie                                                   | Lokace                                                                                                | Autor                                         | Rok  | Popis                                                | Poznámka |
| -------------------- | ------------------------------------------------------------ | --- | --------------------------------------------- | ---- | ---------------------------------------------------- | --- |
| Fajfka               |                                                              | Parčík mezi ulicemi Hasičská a Dalejská (Řeporyjské náměstí) 50°1′55,49″ s. š., 14°18′46,65″ v. d.    | Čestmír Suška (*1952) Ladislav Plíhal (*1983) |      | dřevo                                                | Funkční lavička bez opěradla ve tvaru dýmky (fajfky) zhotovená z jednoho masivního kusu dřeva |
| Brána                | Kategorie „Strážci (Zdenek Hůla)“ na Wikimedia Commons       | Mládkova 50°1′52,45″ s. š., 14°19′10,49″ v. d.                                                        | Zdenek Hůla (*1948)                           | 2003 | mramor, sklo                                         | vstup do Dalejského údolí od Řeporyjí |
| Štrykovaná rozhledna |                                                              | Zahrada Bubec (Tělovýchovná 642) 50°1′49,64″ s. š., 14°18′49,6″ v. d.                                 | Čestmír Suška (*1952)                         |      | Ocelové profily a prořezávané pláty                  | Funkční kovová dutá konstrukce se schodištěm; ukotveno v masivní betonové desce; výška rozhledny kolem 6 metrů; plošina se zábradlím na vrcholu; uzamčeno – vstup možný jen po dohodě se správou komunitní zahrady Bubec |
| Domeček              | Kategorie „Little house (Bubec Garden)“ na Wikimedia Commons | Zahrada Bubec (Tělovýchovná 642) 50°1′49,42″ s. š., 14°18′48,71″ v. d.                                | Ladislav Plíhal (*1983)                       |      | kombinovaný materiál: překližka, laminát, dřevo, kov | Eliptický zastřešený „dětský domeček“ usazený na uměle navýšeném nevysokém hliněném kopečku; evokuje fantazijní kabinu nespecifikovaného dopravního prostředku; uvnitř lavice na sezení a pulty s imitací ovládacích prvků (přepínače, páčky, ciferníky „měřáků“); vstup po širokých betonových schodech; výstup alternativně po dětské laminátové skluzavce |
| Strážci              |                                                              | U železniční trati v blízkosti zahrady Bubec (Tělovýchovná 642) 50°1′49,39″ s. š., 14°18′50,94″ v. d. | Čestmír Suška (*1952)                         |      | Ocel                                                 | Dvojice modrých perforovaných ocelových kontejnerů na tekutiny (nádrží) umístěných na masivní betonové desce; „Strážci“ hlídají železniční trať za viaduktem |
| Fotograf             |                                                              | Zahrada Bubec (Tělovýchovná 642) 50°1′49,97″ s. š., 14°18′47,85″ v. d.                                | Michal Novotný (* 1969)                       | 2002 | Dřevo                                                | Dřevěná socha fotografa v podživotní velikosti (výška 150 cm) a částečném pokleku |
| Hadi                 |                                                              | Zahrada Bubec (Tělovýchovná 642) 50°1′50,23″ s. š., 14°18′48,13″ v. d.                                | Michal Hradil                                 |      | Dřevo                                                | Několik dřevěných kmenů bez kůry s výraznými hadími hlavami |
| Kamenný gramofon     |                                                              | Zahrada Bubec (Tělovýchovná 642) 50°1′49,97″ s. š., 14°18′47,85″ v. d.                                | Martin Janíček                                |      | kombinovaý materiál: ocel, beton, sklo               | Ocelový skelet kruhového tvaru s masivní betonovou „gramofonovou deskou“ nad níž se vznáší subtilní visící malé skleněné objekty (střípky) |
| Tři kmeny a schody   |                                                              | Zahrada Bubec (Tělovýchovná 642) 50°1′49,94″ s. š., 14°18′48,18″ v. d.                                | Floris Brasser                                |      | dřevo                                                | Do trojúhelníku situovaná do terénu vetknutá trojice masivních odkorněných kmenů (sloupů) vzájemně spojených pochozími fošnami; každý sloup tvoří osu symbolicky naznačeného kruhového schodiště |
| Schody               |                                                              | Tělovýchovná ulice (u železničního přejezdu) 50°1′54,32″ s. š., 14°18′39,11″ v. d.                    | Floris Brasser                                |      | dřevo                                                | dřevěná plastika na travnaté ploše naproti domu na adrese: Ořešská 442/3, 155 00 Praha-Řeporyje |